# Valdosaure
El valdosaure (Valdosaurus) és un gènere de dinosaure ornitòpode que va viure al Cretaci inferior en el que actualment és l'illa de Wight i a Àfrica. L'espècie tipus, V. canaliculatus, va ser descrita l'any 1975 per Peter Galton com una espècie de driosaure, però més tard va rebre el seu propi gènere. Es coneix una segona espècie, V. nigeriensis, del Níger, però es basa en fòssils parcials.